# Diospyros quiloensis
Diospyros quiloensis är en tvåhjärtbladig växtart som först beskrevs av William Philip Hiern, och fick sitt nu gällande namn av Frank White. Diospyros quiloensis ingår i släktet Diospyros och familjen Ebenaceae. Inga underarter finns listade i Catalogue of Life.